# هوهوت ۷۲۰۶۰
سیارک ۷۲۰۶۰ (به انگلیسی: 72060 Hohhot، نامگذاری:2000YG16) هفتاد و دو هزار و شصتمین سیارک کشف شده‌است که در ۲۳ دسامبر ۲۰۰۰ کشف شد.